# Palacio de Alarcón
El Palacio de Alarcón, sito en la plaza de la Trinidad, en el centro histórico de la localidad de Játiva, en la comarca de La Costera, de la provincia de Valencia, está declarado Bien de interés cultural, con número de anotación ministerial: R-I-51-0004465 y fecha de la disposición 27 de enero de 1981.

## Historia
El palacio, considerado como el edificio civil, no público, más monumental de Játiva, a pesar de estar datado en el siglo XVIII (considerándose que su construcción se realizó tras el incendio de la ciudad en 1707, pero que debió finalizarse antes de 1730), hay evidencias de su existencia en el siglo XVII, cuando era residencia de la familia Cabanilles, condes del Casal.   Posteriormente perteneció a la familia de Pedro Guerola. En 1760 Carlos Ruiz de Alarcón compró el edificio, quien le dio su nombre. Después fue, desde sede del Gobierno Civil de la Provincia de Játiva,  a colegio, sindicato, fábrica, almacén hasta que en 1981, ya en ruinas y a punto de ser derribado, fue adquirido por el Ayuntamiento, pasando a propiedad municipal. Fue restaurado por los arquitectos Camilo y Cristina Grau García en 1983 y en la actualidad alberga los juzgados.

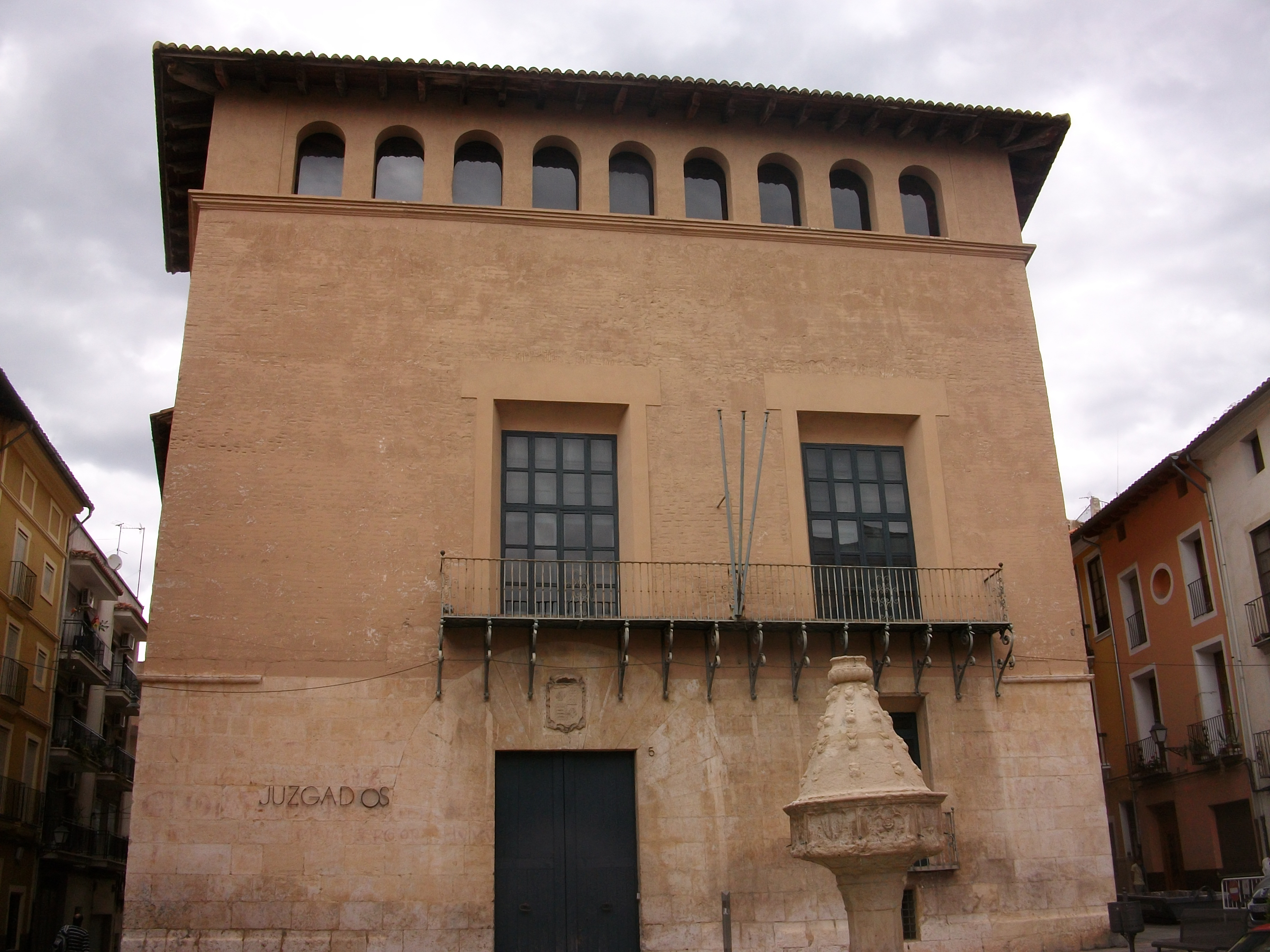
Fachada principal

## Descripción
La singularidad de este palacio estriba en el sincretismo entre la planta (de posible influencia castellana), con el único patio claustral privado y los materiales usados en la ornamentación, que son los típicos de barroco valenciano de primera mitad del siglo XVIII: cerámica, forja y carpintería.
Tiene planta trapezoidal, adaptándose a la esquina de la manzana de la que forma parte, por lo que hace chaflán y presenta tres fachadas que recaen a diferentes calles. Tiene el palacio: semisótano, entresuelo, planta noble y andana. En la planta inferior destaca la existencia de un patio interior con siete arcadas de columnas toscanas, realizadas en piedra caliza de una sola pieza. Accedemos a la planta superior por un zaguán de vigas de madera, tras el cual, y a la izquierda del mismo, hay una escalera que da paso a la planta noble (la cual se considera de construcción posterior por la utilización de ladrillo como elemento constructivo). La escalera tiene pasamanos de madera sobre barrotes de hierro, con cantoneras de madera en los escalones y azulejos en las contrahuellas.
Por su parte, la fachada principal, que da a la calle Moncada, tiene su eje desplazado para enfrentar directamente con la misma. Su construcción es de sillería hasta la primera planta, donde este material es substituido por el ladrillo enlucido. La portada también realizada en piedra, tiene dovelas que forman un arco de medio punto cuyo intradós es adintelado. Encima de  la portada se halla el escudo de los Ruiz de Alarcón (posiblemente añadido hacia 1788, año en que Carlos III concedió el privilegio de la nobleza a los Ruiz de Alarcón). En la parte derecha de la portada se abre un vano rectangular. En la planta noble se abren dos huecos rectangulares unidos por un balcón corrido de hierro con tornapuntas que apoyan en el entresuelo. Por último, la parte superior muestra una galería de arquillos de medio punto que iluminan la andana.